# David (Milhaud)
David, Op. 320 es una ópera en cinco actos y 12 cuadros de Darius Milhaud sobre un libreto de Armand Lunel basado en los libros I y II de Samuel del Antiguo Testamento. Compuesta en 1952-1953, se estrenó en concierto, en hebreo, el 1 de junio de 1954 en Jerusalén. El estreno escénico se representó, en italiano, el 2 de enero de 1955 en La Scala de Milán bajo la dirección de Nino Sanzogno. El estreno en francés tuvo lugar el 19 de noviembre de 1955 en el Teatro Real de la Moneda en Bruselas bajo la dirección de Michel Bastin con Gabriel Bacquier.

## Argumento
La obra relata la vida de David, pastor hebreo convertido en jefe de Estado, poeta, protector de los pueblos, actualizado por la presencia de un coro de cantantes israelitas de hoy en día.
David es la más larga de las óperas de Milhaud. Fue un encargo del estado de Israel, con ocasión del aniversario de los tres mil años de la fundación de Jerusalén. Siendo judíos tanto el compositor como el amigo Armand Lunel, excelente biblista, asumieron con mucho escrúpulo la tarea de dar una forma dramática a la historia de la vida del rey David.